# Ivančići (Ilijaš)
Pour les articles homonymes, voir Ivančići.
Ivančići (en cyrillique : Иванчићи) est un village de Bosnie-Herzégovine. Il est situé dans la municipalité d'Ilijaš, dans le canton de Sarajevo et dans la fédération de Bosnie-et-Herzégovine. Selon les premiers résultats du recensement bosnien de 2013, il compte 138 habitants.

## Histoire
Sur le territoire du village se trouve une nécropole qui abrite 13 stećci, un type particulier de tombes médiévales ; le site est aujourd'hui inscrit sur la liste des monuments nationaux de Bosnie-Herzégovine.

## Démographie

### Évolution historique de la population
| 1948 | 1953 | 1961 | 1971 | 1981 | 1991 | 2013 |
| ---- | ---- | ---- | ---- | ---- | ---- | ---- |
| -    | -    | 235  | 249  | 273  | 330  | 138  |

|  |